# 7,5 mm Schweizer Ordonnanz M82

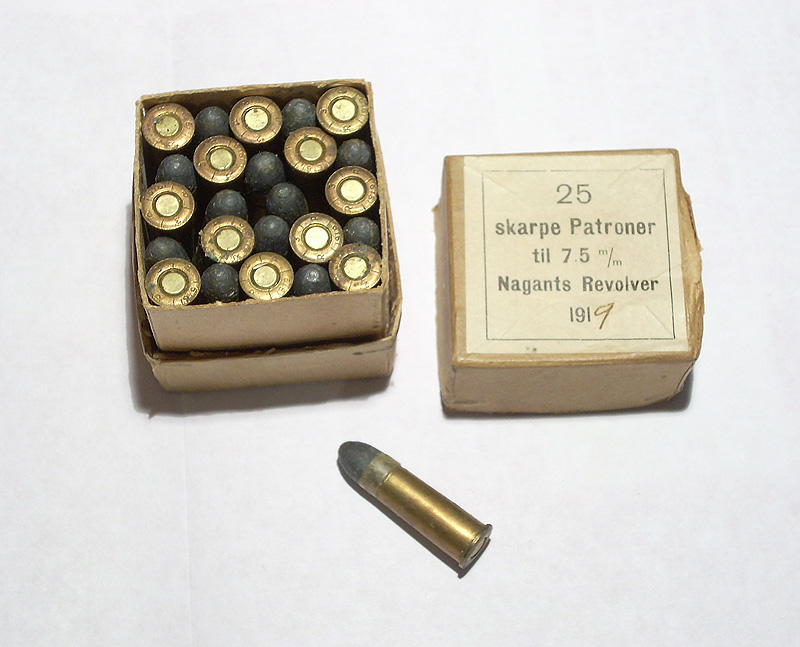
Norwegische Nagant 7,5-mm-Munition

Die Patrone 7,5 mm Schweizer Ordonnanz M82 (armeeintern Revolverpatrone 82, engl. 7.5 Ord. Suisse) ist die Patrone der Schweizer Ordonnanzrevolver Modell 1882 und 1882/29. Die Patrone ist mit der schwedischen und norwegischen Variante zu Revolverpatrone 7,5 mm Nagant M1887 kompatibel.

## Entwicklung
Diese Revolverpatrone wurde von Rudolf Schmidt und Eduard Rubin entwickelt. Die beide Waffenkonstrukteure entwickelten später gemeinsam das Ordonnanzgewehr Schmidt-Rubin. In den 1960er-Jahren wurden in großem Umfang ausgemusterte schweizerische Revolver mit diesem Kaliber auf dem Nordamerikanischen Markt abgesetzt.
Die Originalpatronen hatten ein Bleigeschoss mit Papierliderung. 1886 wurde im Militär ein neues Geschoss mit Kupfervollmantel ohne Liderung eingeführt, das die Ballistik der Patrone verbesserte.

## Verwendung
Die Patrone wurde sowohl militärisch als auch zivil genutzt. Zivile Patronen behielten nach 1886 das Bleigeschoss, allerdings ebenfalls unter Verzicht auf die Papierliderung. Patronen mit stärkeren Ladungen für Schlachtschussapparate waren ebenfalls erhältlich.